# Blue Point, King George Island
Blue Point är en udde i Antarktis. Den ligger på King George Island i Sydshetlandsöarna. Argentina, Chile och Storbritannien gör anspråk på området.
Terrängen inåt land är kuperad åt nordost, men åt sydväst är den platt. Havet är nära Blue Point åt sydväst. Trakten är glest befolkad. Närmaste befolkade plats är Escudero Station, 7,8 kilometer väster om Blue Point.